# Čukla
Čukla je 1766 m visok kopast vrh nad Bovcem, ki se dviga iznad sicer dokaj enotnega južnega pobočja Rombona.
Vzpetina je znana po krvavih bojih v prvi svetovni vojni v okviru soške fronte. Na samem vrhu stoji spomenik v obliki piramide v spomin na zavzetje Čuklje 10. maja 1916 s strani italijanskega gorskega bataljona Bassano. V okolici so številni ostanki rovov in kavern, kot tudi stavb bolnišničnega kompleksa v vznožju jugozahodnega ostenja Čuklje.
Bojev na Čuklji se je kot poročnik italijanske vojske udeležil tudi bodoči fašistični diktator Benito Mussolini. Dogodke na bojišču je opisal v svojem internem dnevniku datiranim od 12. februarja do 2. marca 1916.

## Dostopi
- Iz Bovca čez planino Goričico (1330 m) in dalje do Čuklje 2 uri 30 min
- Prehod na Rombon še 2 uri 30 min